# الرسالة الفقهية
الرسالة الفقهية هو كتاب في الفقه المالكي ألفه الإمام أبو محمد عبد الله ابن أبي زيد القيرواني الذي كان يلقب بمالك الصغير وشيخ المالكية بالغرب الإسلامي

## تعريفها
ألف القيرواني كتابه باقتراح من تلميذه الشيخ محرز بن خلف البكري التونسي المالكي (ث 413 هـ) الذي كان معلم صبيان.
وفي ذلك يقول ابن أبي زيد مخاطبا الشيخ محرز:(... فإنك سألتني أن أكتب لك جملة مختصرة من واجب أمور الديانة مما تنطق الألسنة وتعتقده القلوب وتعمله الجوارح، وما يتصل بالواجب من ذلك من السنن من مؤكدها ونوافلها ورغائبها وشيء من الآداب منها، وجمل من أصول الفقه وفنونه على مذهب الإمام مالك بن أنس وطريقته، مع ما سهل سبيل ما أشكل من ذلك من تفسير الراسخين وبيان المتفقهين...).
وكان الدافع لاقتراح الشيخ محرز ما يذكره ابن أبي زيد في خطابه له أيضا من قوله: (... لما رغبت فيه من تعليم ذلك للولدان، كما تعلمهم حروف القرآن ليسبق إلى قلوبهم من فهم دين الله وشرائعه ما ترجى لهم بركته، وتحمد لهم عاقبته، فأجبتك إلى ذلك لما رجوته لنفسي وذلك من علم دين الله أو دعا إليه).

## طبيعة الرسالة
الرسالة كما ذكر ابن أبي زيد هي كتاب للتعليم، أي كتاب مدرسي بالتعبير الحديث.
يؤكد ذلك القيرواني نفسه في خاتمة الرسالة حينما قال: (قد أتينا على ما شرطنا أن نأتي به في كتابنا هذا مما ينتفع به إن شاء الله من رغب في تعليم ذلك من الصغار، ومن احتاج إليه من الكبار. وفيه ما يؤدي الجاهل إلى علم ما يعتقده من دينه ويعمل به من فرائضه، ويفهم كثيرا من أصول الرغائب والآداب).

## مضمونها
- عقائد، خصص لها القيرواني بابا كاملا سماه: باب ما تنطق به الألسنة وتعتقده الأفئدة من واجب أمور الديانات، وقد عقده المصنف لبيان ما يجب على المكلف معرفته من علم التوحيد، وقدمه على فن الفقه لتقدمه في الوجوب، وقد اشتمل على أزيد من مائة عقيدة))

- مسائل الفقه، رتبها ابن أبي زيد على أربعة وأربعين بابا غير الباب المتعلق بالعقائد، منها أبواب تتعلق بأركان الدين من صلاة وزكاة وحج وصيام، وما يرتبط بها من أحكام، وأبواب تتعلق بالجهاد، والإيمان والنذور، والنكاح وما يتبعه، والبيوع والوصايا... وغير ذلك من الأبواب المتعلقة. فلما أنهى تلك الأبواب. جاء بباب سماه باب جمل من الفرائض والسنن الواجبة والرغائب أعاد فيه بعضا مما سبق (مجملا في باب ليكون ذلك تذكره لما سبق).

## شروحها
شروح الرسالة كثيرة ومنها على سبيل المثال لا الحصر:
1. شرح لالقاضي عبد الوهاب (ت 422 هـ)، وهو شرح مسهب وفي نحو ألف ورقة.
2. شرح الأفقهسي، عبد الله بن مقداد بن إسماعيل القاضي (ت 823 هـ).
3. شرح قاسم بن عيسى بن ناجي القيرواني (ت 837 هـ).
4. شرح القلشاني (أحمد بن محمد بن عبد الله، أبو العباس ت 863 هـ). وشرحه يسمى تحرير المقالة في شرح الرسالة، وقال فيها: «اشتهرت اشتهار النهار، وشاعت في جميع الأقطار، وتلقّاها الناس بالقبول في سائر الأعصار، وظهرت بركتها ويُمْنُها على من اشتغل بها من الكبار والصغار ’ ولهذا يُقال: (من حفظها واعتنى بها وهبه الله تعالى ثلاثا أو واحدة من ثلاث: العلم، والصلاح، والمال الطيّب، لم تسمع القرائح بمثلها ولم ينسج ناسج على منوالها)». ويُعتبَرُ شرحه شرحا معتمدا كما قال الشنقيطي: واعتمدوا ما نقل القلشاني على الرسالة بهذا الشأن.
5. شرح أحمد زروق (ت 899 هـ) وهو مطبوع مع شرح ابن ناجي. وقال فيها: «... ولم تزل الناس يشرحونها على مرّ السنين والدهور، والعلماء يتداولونها ويتأوّلون ما فيها مشكل الأمور نحوا من خمسمائة سنة، ولم تنقص لها حُرْمة، ولا طعن فيها عالم معتبر في الأمّة مع ما فيها من عظيم الإشكال، ودواعي الإنكار من الحُسّاد والأشكال، وهذه كرامة من الله لا تُنال بالأسباب...»
6. ستة شروح لأبو الحسن علي المنوفي (ت 939 هـ)، الأول: غاية الأماني، والثاني: تحقيق المباني، والثالث: توضيح الألفاظ والمعاني، والرابع: تلخيص التحقيق، والخامس: الفيض الرحماني، والسادس: كفاية الطالب الرباني، وهو الشرح الأشهر والأهم.[6]

وقال فيها الفقيه المؤرّخ عبد الرّحمان الدبّاغ (ت 689 هـ): «اشتهرت الرسالة في سائر بلاد المسلمين حتى بلغت العراق واليمن والحجاز، والشّام ومصر وبلاد النّوبة، وجميع بلاد ‘فريقيا والأندلس والمغرب وبلاد السّودان، ولقد تنافس النّاس في اقتنائها حتّى كُتِبتْ بالذّهب، وأوّل نسخة منها بيعت في حلقة أبي بكر الأبهري في بغداد بعشرين دينارا ذهبا...»
ومن شروح المعاصرين:
1. شرح للنفراوي المالكي (أحمد بن غنيم بن سالم، تـ 1125) يسمى «الفواكه الدواني على رسالة ابن زيد القيرواني».
2. "الثمر الداني في تقريب المعاني" وهو شرح موجز لعبد السميع الآبي الأزهري."
3. شرح للشيخ عبد المجيد الشرنوبي الأزهري المالكي، يسمى«تقريب المعاني على متن الرسالة لابن أبي زيد القيرواني».
4. شرح لأحمد بن الصديق الغماري، يسمى«مسالك الدلالة في شرح متن الرسالة».

اهتم بعض الشراح بمجالات معينة في الرسالة، ففي شرح عقيدة الرسالة وضع القاضي عبد الوهاب شرحه للعقيدة بعنوان (شرح عقيدة الإمام مالك الصغير). ووضع العلامة المحقق أبو عبد الله محمد بن قاسم جسوس شرحا لعقيدة الرسالة. وفي شرح غريب ألفاظها وضع أبو حمامة المغروي (أبو عبد الله محمد بن منصور بن حمامة) كتاب «غرر المقالة في شرح غريب الرسالة»، ويذكر أن القاضي ابن العربي المعافري كان قد ألف شرح غريب الرسالة، فسبق ابن حمامة في العناية بغريبها. وفي توضيح مشكلات الرسالة، صنف ابن غازي «نظائر الرسالة»، وهو نظم رجزي يذكر فيه ابن غازي بعض مشكلات الرسالة، وما تحمل بعض ألفاظها عليه، واصطلاحاته في ذلك، وهو النظم الذي قام الحطاب (محمد بن محمد عبد الرحمن الرعيني تـ 953/954) بشرحه في كتابه (تحرير المقالة في شرح نظائر الرسالة).
وقد قام بنقد الرسالة الحافظ أبو عبد الله محمد بن عمر بن يوسف بن بشكوال القرطبي المالكي، المعروف بابن الفخار، في رسالة سماها (التبصرة في نقد رسالة ابن أبي زيد القيرواني) قال في مقدمتها: (... فقد فهمت ما ذكرته من إغفال أبي عبد الله بن أبي زيد في رسالته فيما سها عنه وغلط فيه من طريق قلة النظر وإهمال الفكر. وقد عزمت لما رأيت تطلعك إلى معرفة الحقائق، أن أبين ذلك بما أقول فيه وأنبه عليه، وإلى الله سبحانه أرغب في التوفيق).